# Thomas Geisser (Mathematiker)
Thomas Hermann Geisser (* 28. Februar 1966 in Wuppertal) ist ein deutscher Mathematiker an der Rikkyo University (Tokyo, Japan). Sein Forschungsschwerpunkt ist arithmetische Geometrie, motivische Ko-Homologie und algebraische K-Theorie.

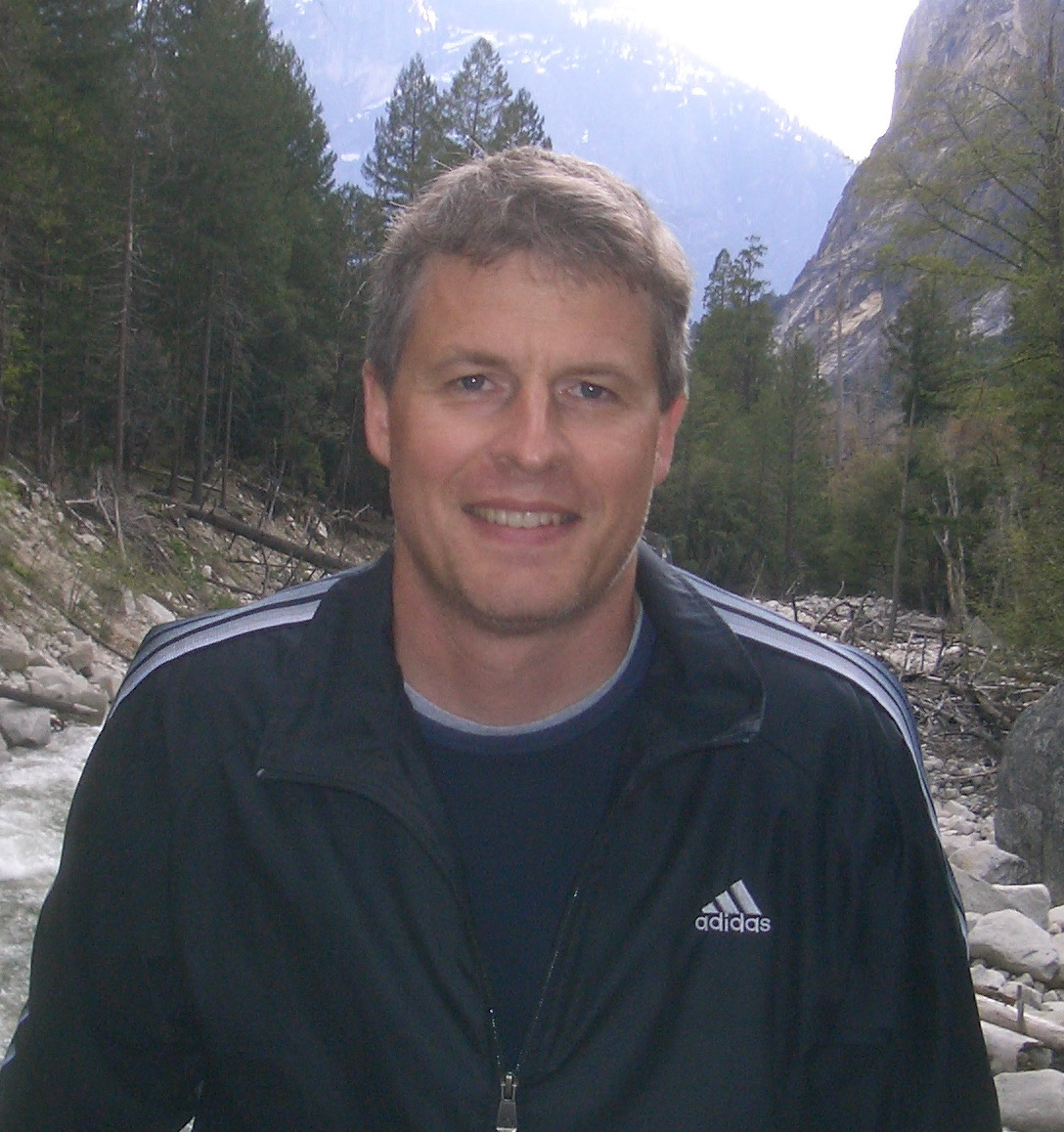
Thomas Geisser im Yosemite-Park (2005)

## Leben und Leistungen
Geisser gewann als Gymnasiast des Carl-Fuhlrott-Gymnasiums in Wuppertal 1984 und 1985 den Bundeswettbewerb Mathematik.
Ab 1985 studierte er Mathematik an der Universität Bonn bei Günter Harder mit Diplom 1990 und wurde 1994 an der Universität Münster bei Christopher Deninger promoviert mit der Dissertation A p-adic analogue of Beilinson's conjectures for Hecke characters of imaginary quadratic fields. Anschließend verbrachte er drei Jahre an der Harvard University und weitere Forschungsaufenthalte in Essen und an der Tokyo University. 1999 wurde er Assistant Professor, 2002 Associate Professor und 2006 Professor an der University of Southern California.
Nach weiteren Forschungsaufenthalten an der Tokyo University wurde er 2010 Professor an der Nagoya University und wechselte 2015 an die Rikkyo University in Tokio.
Er erhielt eine Sloan Research Fellowship (2000) und den Humboldt-Forschungspreis (2021).
Er ist Editor by Documenta Mathematica und Managing Editor bei Commentarii Mathematici Universitatis St. Pauli.

## Ausgewählte Schriften
(Quelle:)
- mit Lars Hesselholt: Topological cyclic homology of schemes. Algebraic K-theory, Proc. Symp. Pure Math. 67 (1999), 41–88.
- mit Marc Levine: The K-theory of fields of characteristic p. Invent. Math. 139 (2000), 459–493.
- mit Marc Levine: The Bloch-Kato conjecture and a theorem of Suslin-Voevodsky. J. reine angew. Math. 530 (2001), 55–103.
- Arithmetic cohomology over finite fields and values of zeta-functions. Duke Math. J. 133 (2006), no. 1, 27–57.
- mit Lars Hesselholt: Bi-relative algebraic K-theory and topological cyclic homology. Invent. Math. 166, 359–395 (2006).
- Duality via cycle complexes. Ann. of Math. (2) 172 (2010), no. 2, 1095–1126.
- mit Alexander Schmidt: Poitou-Tate duality for arithmetic schemes. Compos. Math. 154 (2018), no. 9, 2020–2044.
- Comparing the Brauer group to the Tate-Shafarevich group. J. Inst. Math. Jussieu 19 (2020), no. 3, 965–970.